# Гис, Райнер
Ра́йнер Гис (нем. Reiner Gies; 12 марта 1963, Кайзерслаутерн) — немецкий боксёр полусредних весовых категорий, выступал за сборную ФРГ в 1980-е годы. Бронзовый призёр летних Олимпийских игр в Сеуле, победитель национальных первенств, участник многих международных турниров. В период 1991—1994 боксировал на профессиональном уровне, но без особых достижений.

## Биография
Райнер Гис родился 12 марта 1963 года в городе Кайзерслаутерн, федеральная земля Рейнланд-Пфальц. Первого серьёзного успеха на ринге добился в 1982 году, когда выиграл в лёгком весе первенство ФРГ и стал попадать в основной состав национальной сборной. Год спустя снова был лучшим в своей стране и благодаря череде удачных выступлений удостоился права боксировать на летних Олимпийских играх 1984 года в Лос-Анджелесе, где на стадии четвертьфиналов не смог пройти американца Пернелла Уитакера, который в итоге и стал олимпийским чемпионом. В 1986 году ездил на чемпионат мира в Рино, но там тоже не прошёл дальше четвертьфиналов — проиграл представителю СССР Орзубеку Назарову.
В 1988 году Гис побывал на Олимпийских играх в Сеуле, откуда привёз медаль бронзового достоинства — в полусредней весовой категории на стадии полуфиналов был нокаутирован советским боксёром Вячеславом Яновским. Вскоре после этих соревнований принял решение покинуть сборную и заключил контракт с промоутерской компанией Universum Box-Promotion, чтобы продолжить карьеру в профессиональном боксе.
Первый профессиональный бой Райнер Гис провёл в декабре 1991 года, победил техническим нокаутом венгра Йожефа Пешти. В течение последующих месяцев одержал победу ещё в нескольких матчах, завоевал и защитил титул интернационального чемпиона Германии в полусреднем весе. В октябре 1993 года выиграл пояс интерконтинентального чемпиона по версии Международной боксёрской федерации (МБФ), но при первой же защите уступил его панамцу Эдвину Мурило. За первым поражением на профессиональном ринге последовало и второе, Гис пытался выиграть пояс интернационального чемпиона Германии в первом среднем весе, однако уже во втором раунде техническим нокаутом проиграл чилийцу Сальвадору Янесу. После второго подряд поражения он принял решение завершить карьеру спортсмена, всего в его послужном списке 15 профессиональных боёв, из них 13 окончены победой.